# Linedance (stegbeskrivning)
När man undervisar linedance använder man en internationell terminologi av engelska uttryck som för var och en dans beskriver de i dansen förekommande stegkombinationer. Dessa stegkombinationer är unika för olika danser och finns beskrivna i så kallade stegbeskrivningar, eng. Step Sheet eller  Dance Script ( Se exempel på stegbeskrivning för en enkel dans finns längst ned). Terminologin är i de flesta fall samma som i övriga dansformer.
Till en början användes samma stegkombinationer till olika typer av musik, men sedan början av 2000-talet finns en unik dans för varje musikstycke. Det kan dock finnas flera olika danser till samma musikstycke. Exempel på hur namngivning av  en dans ser ut är Domino av koreografen Rachael McEnaney till musiken Domino av Jessie J.  Det finns idag (2012) runt 60 000 olika danser.

## Uppbyggnad
Stegbeskrivningen följer alltid ett mönster där man börjar med att beskriva vad dansen heter, hur många Counts, dvs takter som dansen består av innan den repeteras, walls dvs antal väggar (kan vara 1, 2, 3 eller 4 väggar), dansens nivå (Beginner, Novice, Intermediate eller Advanced), Koreografens namn och vilken musik som dansen skall dansas till. Ibland står även antal Beats, dvs vilken takthastighet som dansen går i. Sedan kommer beskrivningen för varje sektion, så kallad åtta – det vill säga de åtta takter som musik mestadels byggs upp efter. Variationer förekommer vanligtvis som då löses med antingen restarts (omstart) eller så kallade tags (taggar) där man stoppar in extra steg.
En dans kallas för fraserad om den följer musikens sektionsuppbyggnad, och ofraserad om stegen bara löper på utan anpassning. Fraseringen innebär att man för in omstarter och taggar i dansen. En dans kan också byggas upp med olika delar med helt olika stegsekvenser – kallas då AB-dans eller ABC-dans beroende på hur många dansdelar dansen innehåller. I Linedancens barndom var danserna ofraserade och ibland inte synkrona med musiksekvenserna. Numera är i princip alla danser fraserade. Ett exempel på en tidig (1999) välskriven fraserad dans är koreografen Peter Metelnicks dans Feet Don't Fail Me Now till musiken Hillbilly Shoes av Montgomery Gentry.

## Exempel på Stegbeskrivning
```
Looking Good
[
3
]
[
4
]

32 Count, 4 Wall, Beginner
Choreographer: Darren Bailey (UK) July 2010
Choreographed to: The Way She's Looking by Raybon Brothers

Section 1, Shuffle R, rock, recover, Shuffle L, rock, recover
1&2 Step Rf to R side, close Lf next to Rf, Step Rf to R side
3-4 Rock back on Lf, recover onto Rf
5&6 Step Lf to L side, close Rf next to Lf, step Lf to L side
7-8 Rock back on Rf, recover onto Lf

Section 2, Shuffle Forward, rock, recover, Shuffle back, rock, recover
1&2 Step forward on Rf, close Lf behind Rf, step forward on Rf
3-4 Rock forward on Lf, recover onto Rf
5&6 Step back on Lf, close Rf infront of Lf, step back on Lf
7-8 Rock back on Rf, recover onto Lf

Section 3, Step touches x4 with side clicks
1-2 Step Forward on Rf, touch Lf to L side (click fingers out to both sides)
3-4 Step forward on Lf, touch Rf to R side (click fingers out to both sides)
5-6 Step Forward on Rf, touch Lf to L side (click fingers out to both sides)
7-8 Step forward on Lf, touch Rf to R side (click fingers out to both sides)

Section 4, Jazz box with 1/4 turn R, Grapevine L or (Rolling Grapevine L)
1-2 Cross Rf over Lf, step back on Lf
3-4 Make a 1/4 turn R steping forward on Rf, touch Lf next to Rf
5-6 Step Lf to L side, Cross Rf behind Lf
7-8 Step Lf to L side, touch Rf next to Lf
(Option: 5-8 Rolling Grapevine L)

Repeat, and Enjoy
```